# Água de Pau (Vulkan)

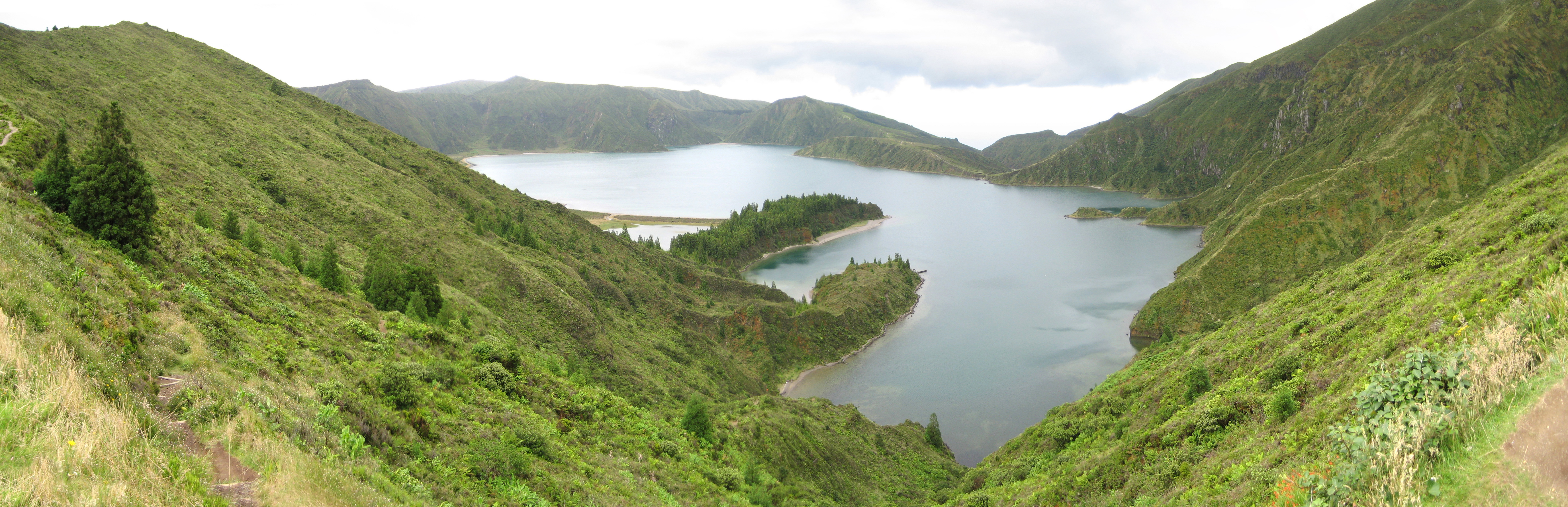
Lagoa do Fogo in der inneren Caldera des Água de Pau, Blickrichtung Südost

Der Água de Pau ist ein 947 m hoher Schichtvulkan im Zentrum der Azoren-Insel São Miguel.
Der Vulkan wird von zwei Calderen beherrscht, einer äußeren, 4 × 7 km messenden Caldera, welche vor etwa 30.000 bis 45.000 Jahren entstand, sowie einer inneren, 2,5 × 3 km messenden Caldera, welche vermutlich vor etwa 15.000 Jahren entstand. Die jüngere der beiden Calderen wird teilweise durch den See Lagoa do Fogo gefüllt. An der Nord- und West-Flanke des Vulkans befinden sich mehrere Lavadome. An der Nordwest-Flanke befinden sich einige bedeutende heiße Quellen.
Vor etwa 5.000 Jahren wurde bei der stärksten bekannten Eruption im Azoren-Inselarchipel die plinianische Ascheablagerung „Fogo-A“ mit einem Volumen von 3 Kubikkilometern gebildet. Zahlreiche Aschekegel deuten auf Radial- sowie konzentrische Spalten hin. Einige dieser Kegel waren noch in historischer Zeit tätig. Die letzte trachytische Explosiv-Eruption ereignete sich 1563. 